# La Côte-d’Arbroz
La Côte-d’Arbroz (wym. [la kot daʁbʁo]) – miejscowość i gmina we Francji, w regionie Owernia-Rodan-Alpy, w departamencie Górna Sabaudia.
Według danych na rok 1990 gminę zamieszkiwało 160 osób, a gęstość zaludnienia wynosiła 13 osób/km² (wśród 2880 gmin regionu Rodan-Alpy La Côte-d’Arbroz plasuje się na 1462. miejscu pod względem liczby ludności, natomiast pod względem powierzchni na miejscu 953.).